# Personal Trainer (band)
Personal Trainer is een Nederlandse indierockband uit Amsterdam. De band werd in 2018 opgericht door frontman Willem Smit. De overige bezetting wordt vaak afgewisseld met nieuwe muzikanten.

## Geschiedenis
De band begon in 2018 als een collectief van vrienden rond frontman Willem Smit (Canshaker Pi, Steve French, The Industry, Palio Superspeed Donkey). De bandleden zijn roulerende artiesten van acts als Pip Blom, Bull Home Counties, The Klittens, Global Charming, Canshaker Pi, Abel Tuinstra en Steve French. Tegen de tijd dat de ep Gazebo werd uitgebracht, in 2021, vond Smit het tijd worden voor meer vastigheid.
Op 21 april 2021 hield de band 24 uur lang een livestream vanuit Paradiso. In hetzelfde jaar stond Personal Trainer op Eurosonic Noorderslag, Into the Great Wide Open en Best Kept Secret. In 2022 traden ze als vervangende act op tijdens Down the Rabbit Hole. Op 8 augustus dat jaar werd Persontal Trainer uitgeroepen tot 3FM Talent. Op 4 november verscheen hun debuutalbum Big Love Blanket, gevolgd door Still Willing in 2024. In 2025 trad de band op tijdens Pinkpop.

## Discografie

### Albums
- Big Love Blanket (2022)
- Still Willing (2024)

### Singles en ep's
- "The Industry" (2018)
- "The Lazer" (2019)
- "Issue Box" (2020)
- "Politics" (2020)
- "Muscle Memory" (2021)
- "Gazebo" (2021)
- "The Loozer" (2021)
- "Key of Ego" (2022)
- "Milk" (2022)
- "Rug Busters" (2022)
- "Former Puppy" (2022)
- "Texas in the Kitchen (Live at Katzwijm)" (2023)
- "The Feeling" (2023)
- "Intaignable" (2024)
- "Round" (2024)
- "Cyan" (2024)